# Улица 26 Бакинских Комиссаров (Москва)
У́лица Двадцати́ Шести́ Баки́нских Комисса́ров — улица в районе Тропарёво-Никулино Западного административного округа города Москвы. Проходит от Ленинского проспекта до проспекта Вернадского. Здесь располагается посольство ЦАР.

## Название
Названа в сентябре 1968 года «в честь руководителей борьбы трудящихся Азербайджана за Советскую власть в 1917—1918 гг. — двадцати шести бакинских комиссаров. Название дано в 50-летнюю годовщину со дня гибели бакинских комиссаров». Одно из самых длинных московских названий.
Официальное название улицы — улица 26-ти Бакинских Комиссаров, однако орфографически правильнее — улица 26 Бакинских Комиссаров.

## Описание
Улица берёт начало от Ленинского проспекта как продолжение улицы Миклухо-Маклая параллельно улице Лобачевского и проходит на северо-запад. Сразу после этого к ней примыкает справа улица Доктора Гааза. Заканчивается на пересечении с проспектом Вернадского, переходя в улицу Покрышкина за ним.

## История
Улица возникла в 1967—1968 годах при строительстве жилого массива Тропарёво. При устройстве проезжей части для уменьшения крутизны склона при спуске к проспекту Вернадского была вырыта глубокая выемка. В 1969 году по улице прошла троллейбусная линия. В 1971 году в начале улицы установлен памятник бакинским комиссарам, тогда же около остановки «АТС» перед домом № 6 (корп. 1) установили чеканные панно с азербайджанской тематикой. В начале 1990-х годов многие из них были расхищены, а весной 2008 последнее панно было демонтировано.

## Здания и сооружения
По нечётной стороне:
- Памятник 26 Бакинским комиссарам (на пересечении с Ленинским проспектом). Установлен в 1971 году, скульптор И. Зейналов. В глыбе красного гранита высечены скульптурные рельефы четырёх из двадцати шести комиссаров: С. Г. Шаумяна, И. Т. Фиолетова, П. А. Джапаридзе и М. Азизбекова. «Памятник этот преподнесли в дар Гагаринскому району Москвы жители района 26 Бакинских Комиссаров азербайджанской столицы»[4]
- № 152 (по Ленинскому проспекту) — жилой дом. Здесь жил художник Владимир Яковлев[5]
- № 1, корп. 2 — жилой дом. Здесь жил советский и российский фантаст, литературовед Александр Исаакович Мирер
- № 3, корп. 4 — центр детского творчества «Созвездие», магазин «Магнит»
- № 3, корп. 5 — Московская школа на Юго-Западе № 1543
- № 7, корп. 6 — магазин «ХЦ» («Холдинг-Центр») в ТД «Польская мода» (1975) (сейчас — магазины «Перекрёсток», «Пятёрочка», «ВкусВилл»)
- № 9 — посольство Центральноафриканской Республики (до 2024 года)

По чётной стороне:
- № 146 (по Ленинскому проспекту) — Центральный дом туриста (гостиница «Аструс»)
- № 18 — детская музыкальная школа им. М. И. Табакова (2007)

## Транспорт
В конце улицы расположена станция метро «Юго-Западная». По улице проходят автобусы 196, 196к, 226, 250, 261, 281, 404, 699, 752, м16 (электробус), н11; 718, 785к (только в сторону проспекта Вернадского). На улице располагаются остановки автобусов «Метро „Юго-Западная“», «Улица 26 Бакинских Комиссаров, 3» и «Улица 26 Бакинских Комиссаров».

## Галерея

Памятник четырём из двадцати шести бакинских комиссаров
Чеканное панно с гербом Азербайджанской ССР, ныне утраченное
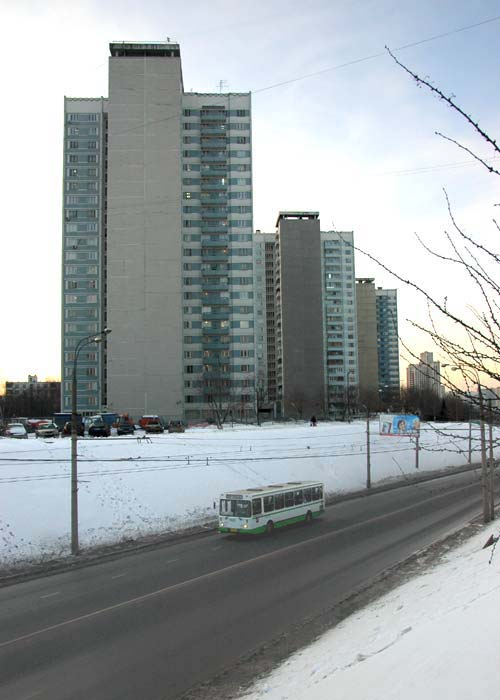
Дома № 9 и 11
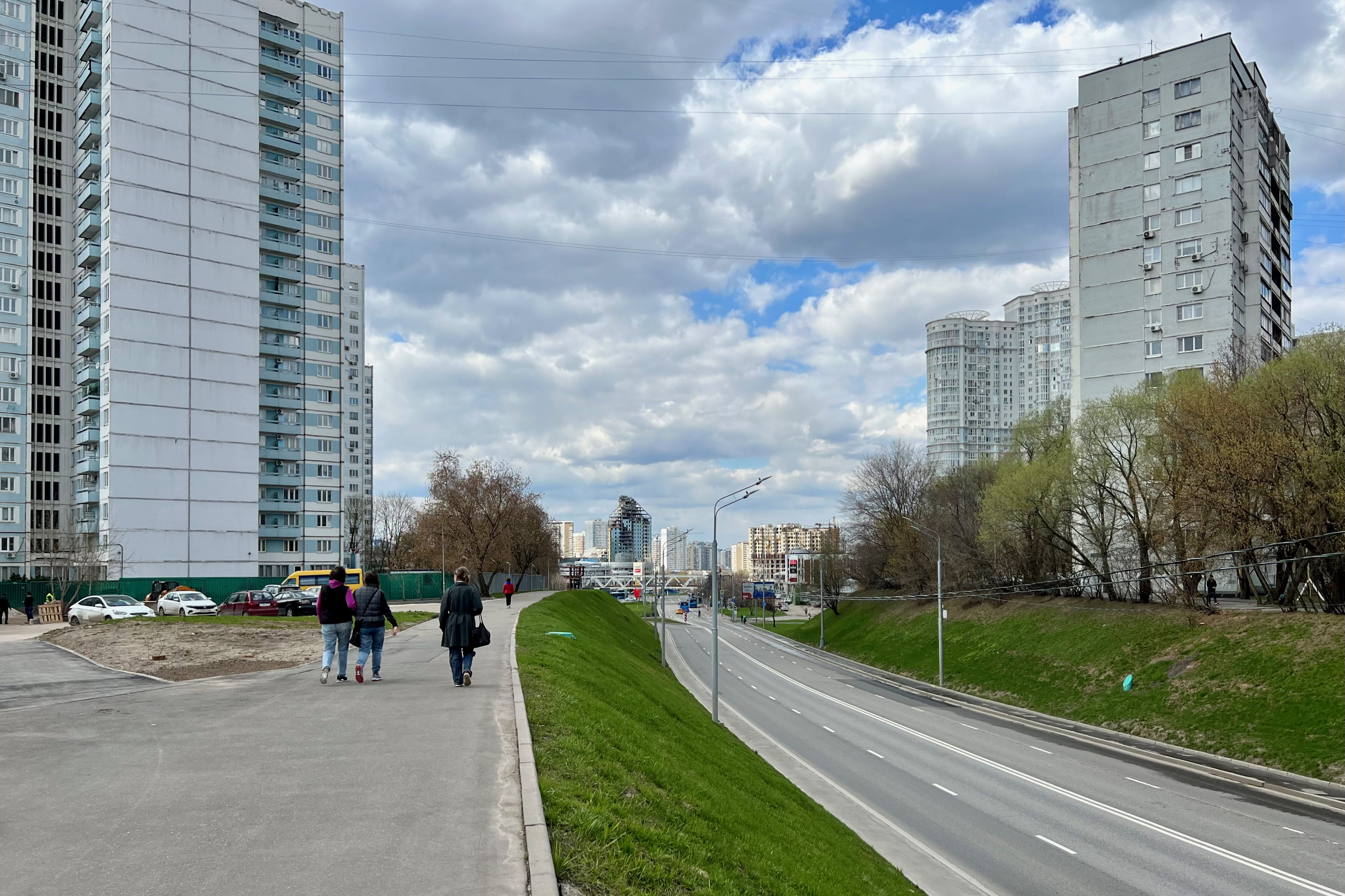
Улица в районе домов 9 и 12
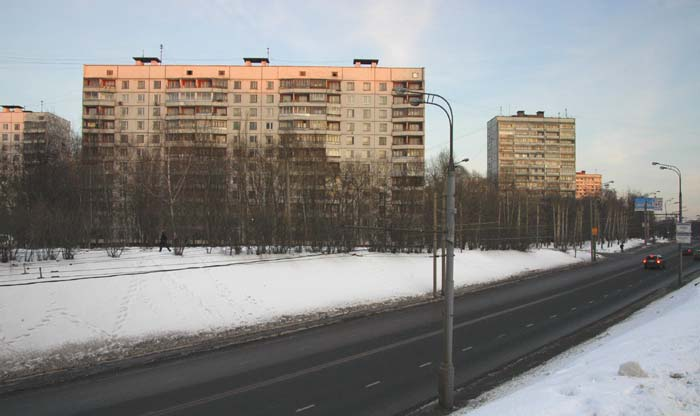
Дома № 8 (корп. 1) и 10 (корп. 1)
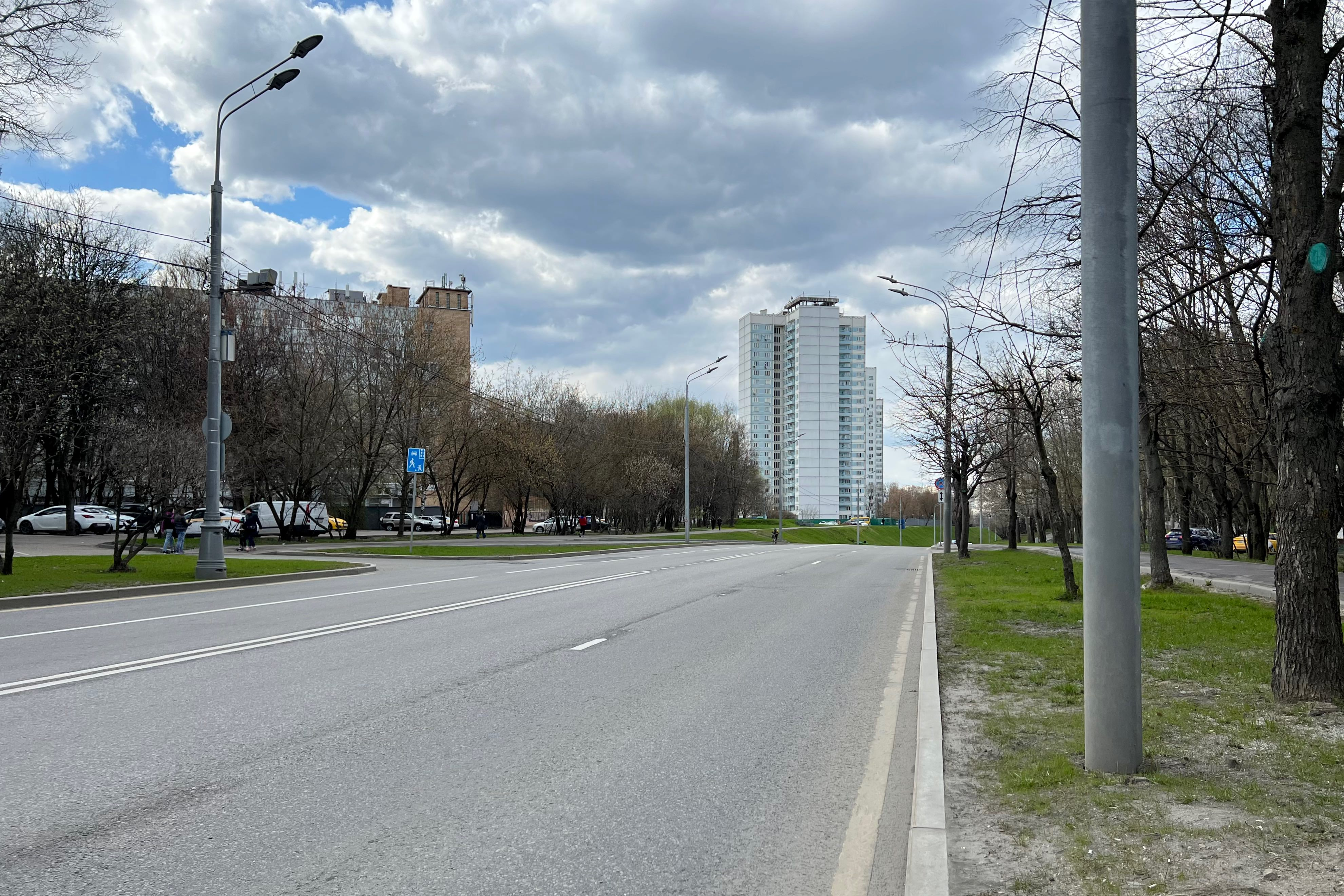
Проезжая часть в районе дома 8
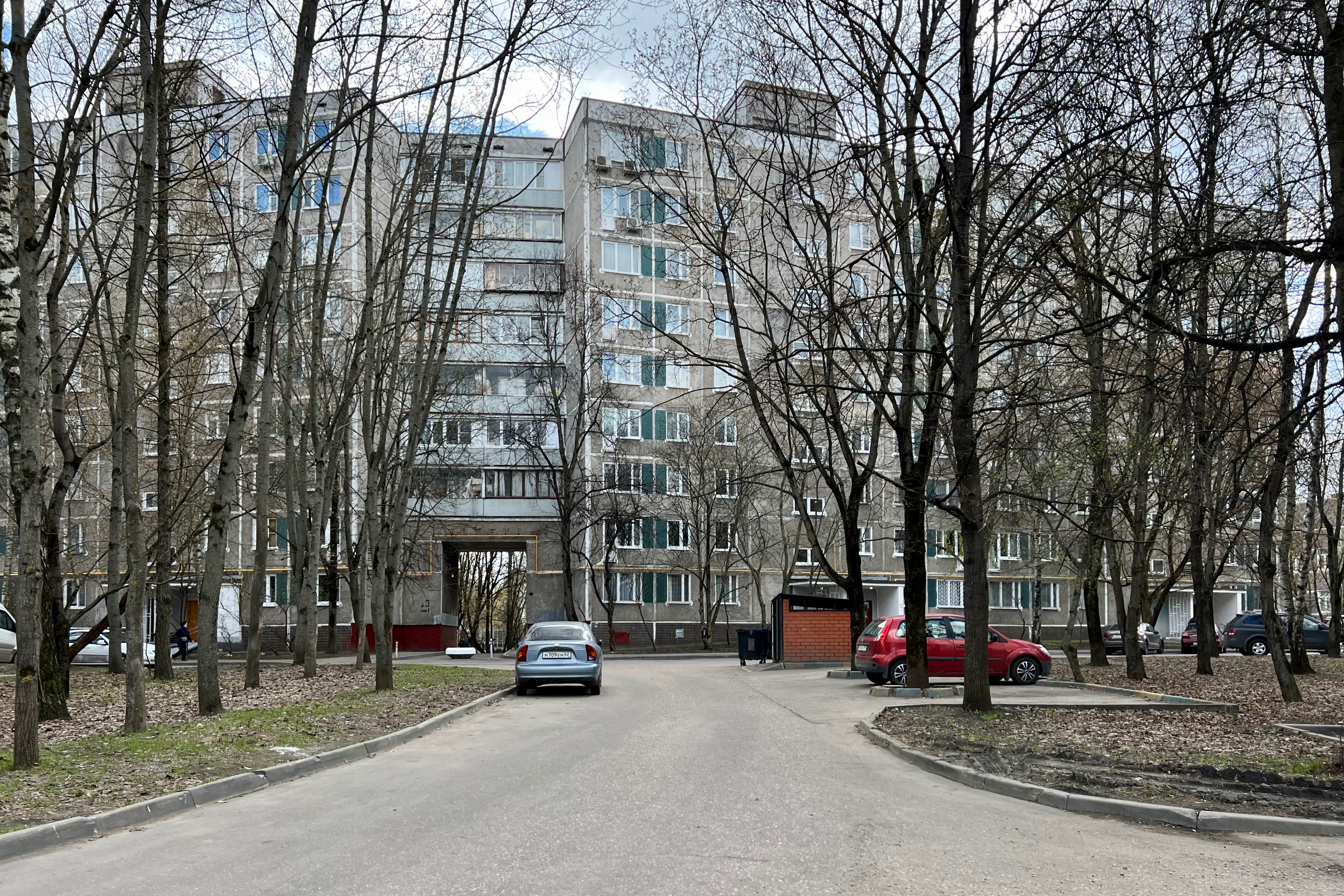
Дом 3 (корп. 1)